# Stichopus vastus
Stichopus vastus е вид морска краставица от семейство Stichopodidae. Видът не е застрашен от изчезване.

## Разпространение
Разпространен е в Австралия, Индия (Андамански острови), Индонезия, Малайзия, Малдиви, Микронезия, Палау и Папуа Нова Гвинея.